# 奧斯卡盧薩鎮區 (伊利諾伊州克萊頓)
奧斯卡盧薩鎮區（英語：Oskaloosa Township）是位於美國伊利諾伊州克萊縣的一個行政鎮區。

## 地方資料
根據2010年美國人口普查的數據，奧斯卡盧薩鎮區的面積為94.90平方千米，當中陸地面積為94.30平方千米，而水域面積為0.60平方千米。當地共有人口312人，而人口密度為每平方千米3.29人。